# Station Erdington
Erdington is een spoorwegstation van National Rail in Erdington, Birmingham in Engeland. Het station is eigendom van Network Rail en wordt beheerd door West Midlands Trains. Het station is geopend in 1862.